# Luo Niansheng
Luo Niansheng (罗念生, Λούο Νιάν Σενγκ, * 12. Juli 1904; † 10. April 1990) war ein chinesischer Gräzist und Übersetzer. Er war der erste chinesische Gräzist, der in der Neuzeit in Griechenland lebte und der zahlreiche Schriften der griechischen Antike ins Chinesische übersetzte.

## Leben und Leistungen
Luo wurde im Kreis Weiyuan in der Provinz Sichuan geboren. Nach dem Studium an der Tsinghua-Universität ging er 1929 zu einem Postgraduiertenstudium in die USA. Von 1933 bis 1934 war er in Griechenland an der American School of Classical Studies at Athens, wo er sich mit dem antiken Drama beschäftigte. 1934 kehrte er nach China zurück und lehrte an der Peking-Universität und der Tsinghua-Universität. Von 1952 an war er an der Chinesischen Akademie der Sozialwissenschaften als Forscher und Übersetzer tätig. Luo starb 1990. Sein letzter Wunsch war es, in Griechenland bestattet zu werden. Eine Überführung war jedoch aus bürokratischen Gründen nicht möglich.
Luo griff nicht nur auf moderne Ausgaben der Klassiker zurück, sondern machte sich auch auf die Suche nach bisher unentdeckten und unübersetzten Fragmenten. 1957 entwickelte er ein System zur Übersetzung aus dem Altgriechischen. Er wurde vom Premierminister Zhou Enlai beauftragt, das erste Altgriechisch-Chinesische Wörterbuch zu schreiben. Für die Fertigstellung benötigte er, unterstützt durch einen Mitarbeiterstab, fünf Jahre. 
Das Werk von Luo blieb außerhalb der Fachwelt weitgehend unbeachtet. Ab 1986 widmeten ihm einige griechische Tageszeitungen Artikel, 1988 strahlte der WDR eine Dokumentation über ihn aus, woraufhin The Christian Science Monitor am 18. Dezember 1988 ebenfalls einen Artikel über sein Werk veröffentlichte.

## Werke
Übersetzungen (Auswahl)
- Ilias
- Die sieben Dramen des Aischylos
- Die fünf Tragödien des Euripides
- Die sieben Tragödien des Sophokles
- Die fünf Komödien des Aristophanes

Schriften (Auswahl)
- Theorie des antiken griechischen Dramas
- Über das antike griechische Drama
- Methodik des Übersetzens aus dem Altgriechischen
- Lexikon Altgriechisch-Chinesisch